# Journal des savants
«Журна́ль дэ сава́н» (фр. Journal des sçavans, с 1816 года — Journal des savants; «журнал учёных») — старейший научно-литературный журнал Европы.

## История возникновения
Идея литературного журнала возникла во Франции благодаря Теофрасту Ренодо, периодически публиковавшему в своём «Bureau d’Adresse» (создан в 1629) рефераты на литературные и научные темы. Около 1663 г. Мезере́ получил привилегию на издание литературного журнала, но не успел её применить к делу до 5 января 1665 г., когда его мыслью воспользовался советник парижского парламента Дени де Салло (которому покровительствовал Кольбер) и выпустил первый номер «Journal des sçavans».

## Начало издания
Первый номер журнала вышел 5 января 1665 года в Париже в виде 12-страничной брошюры; его задачей объявлялось информировать читателя «о новостях Республики словесности». Первоначально он издавался Дени де Салло и помещал наряду со сведениями об открытиях и изобретениях в различных областях науки (анатомии, метеорологии, механике) некрологи знаменитых людей, работы по церковной истории, протоколы судебных заседаний. Журналом очень быстро заинтересовались за рубежами Франции; по его примеру в других странах начали выпускать свои научные журналы. Лондонское Королевское общество уже через два месяца выпустило первый номер своих «Философских трудов», за которыми последовали Giornale de' Letterati (Парма, 1668), Acta eruditorum (Лейпциг, 1682) и др.

## Дальнейшая судьба
Вскоре запрещённый, «Journal des sçavans» возобновился в январе 1666 г. под редакцией аббата Галлуа (Jean Gallois, 1632—1707), затем Л. Кузена и беспрепятственно выходил до 1701 года, когда его приобрело правительство и поручило его редакцию комиссии учёных. До 1723 года журнал выходил нерегулярно, по большей части — раз в неделю. Незадолго перед революцией он заметно оживился, превратился в ежемесячник и издавался в таком формате до 1792 года, когда попал под запрет революционных властей и перестал выходить.
После Реставрации в 1816 году правительство снова стало его издавать, переименовав в «Journal des Savants»; журнал стал уделять больше внимания литературной и общественно-политической тематике и меньше — научной.
Редактируется комиссией из выборных членов, в которую входят: 1) так называемые ассистенты и 2) авторы, обязанные доставлять по меньшей мере по три статьи ежегодно; все сообщения обсуждаются на общих собраниях. В настоящее время журнал выходит два раза в год.